# الألعاب الغايية
الألعاب الغايية (بالإنجليزية: Gay Games) هي حدث رياضي وثقافي عالمي يعزز قبول التعدد الجنسي، ويضم رياضيين وفنانين وأفراد آخرين من السحاقيات والغايين ومزدوجي التوجه الجنسي والمتحولين جنسياً.
تأسست باسم الألعاب الأولمبية للغايين، حيث بدأت في الولايات المتحدة في سان فرانسيسكو بكاليفورنيا، في عام 1982. سعى منظمو الحدث الأول إلى استيعاب الاختلافات وتحقيق التكافؤ النوعي. كما تحتفظ ببعض أوجه التشابه مع الألعاب الأولمبية، مثل شعلة الألعاب الغايية التي يتم إشعالها في حفل الافتتاح.